# Classeya symetrica
Classeya symetrica là một loài bướm đêm trong họ Crambidae.